# Крайчикова
Крайчикова — деревня в Каменском районе Свердловской области России. Входит в Каменский муниципальный округ.
Ранее входила в состав Окуловского сельсовета Каменского района.

## География

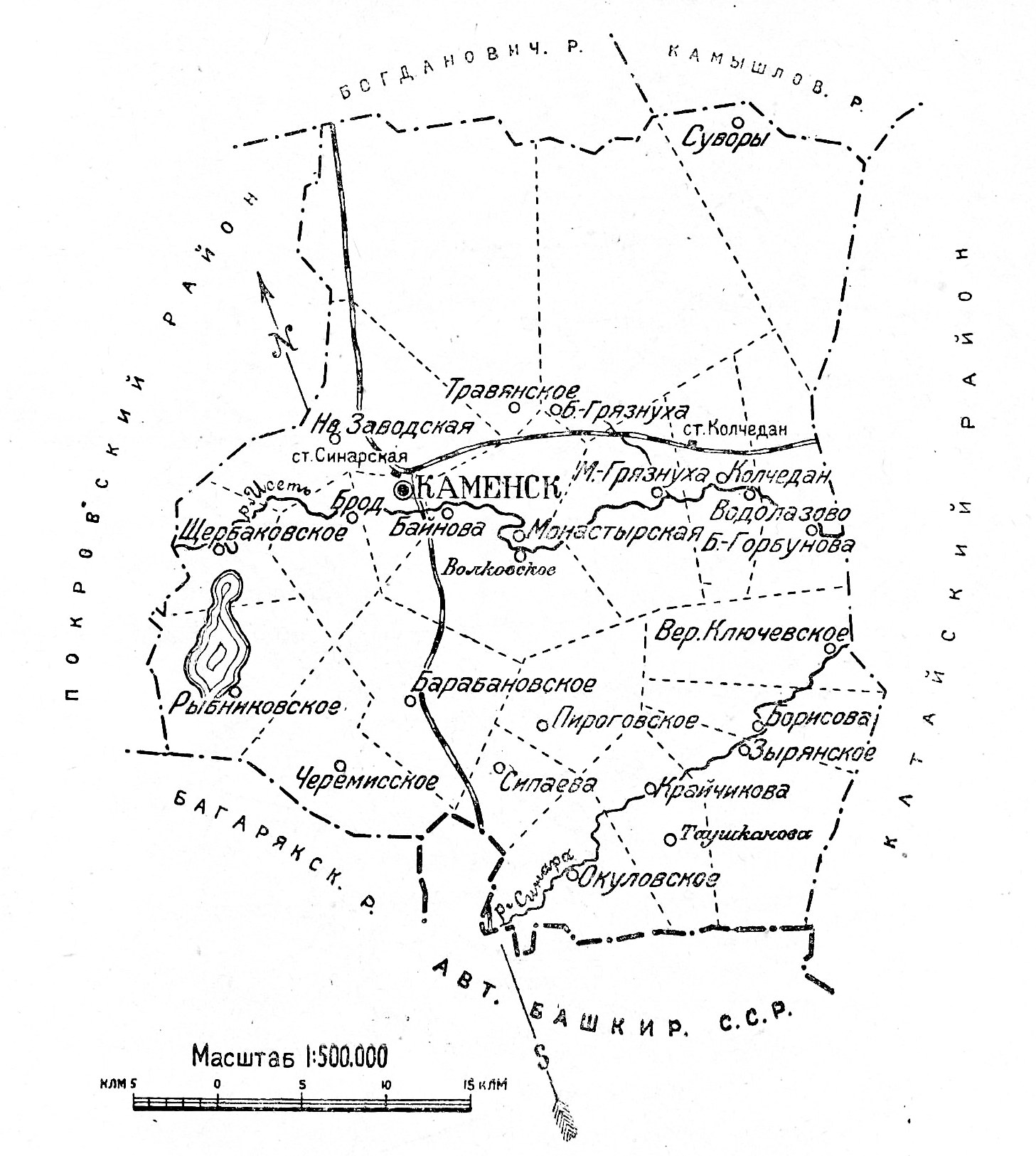
Крайчикова на схеме Каменского района; 1928 год

Деревня Крайчикова расположена в 25 километрах (по автодорогам в 28 километрах) к юго-юго-востоку от города Каменска-Уральского, на левом берегу реки Синары (правого притока реки Исети), в устье реки Исток.

## История
Деревня основана после 1734 года. Входила в состав Зыряновской (Зырянской) волости и Пироговский приход. В 1880 года открыта школа. В 1923 году в Крайчикова образован Крайчиковский сельсовет, вошедший в Каменский район Шадринского округа Уральской области.

## Население
| 1904 | 1926 | 2002 | 2010 | 2021 |
| ---- | ---- | ---- | ---- | ---- |
| 771  | ↗861 | ↘112 | ↘95  | ↘69  |

- Национальный состав (по данным переписи 2002 года): русские — 85 %, башкиры — 15 %[9].
- По данным переписи 2010 года, в деревне проживали 49 мужчин и 46 женщин[10].

Историческая численность населения
- По данным 1904 года — 126 дворов с населением 771 человек (мужчин — 383, женщин — 388), все русские, бывшие государственные крестьяне[11].
- По данным переписи 1926 года, в деревне было 192 двора с населением 861 человек (мужчин — 398, женщин — 463), все русские[4].